# Jan Porcellis

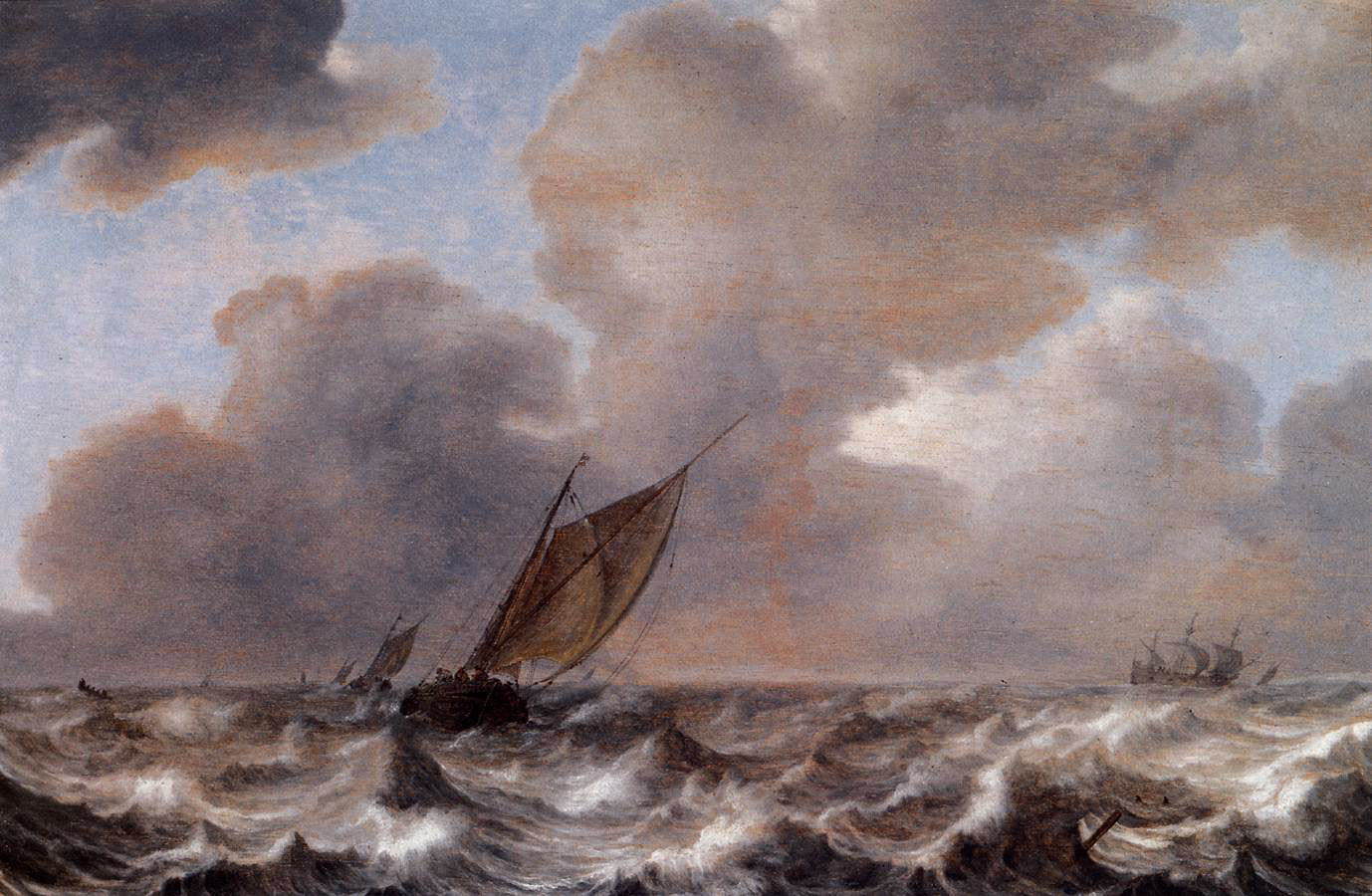
Hajók erős szélben (1650 körül)

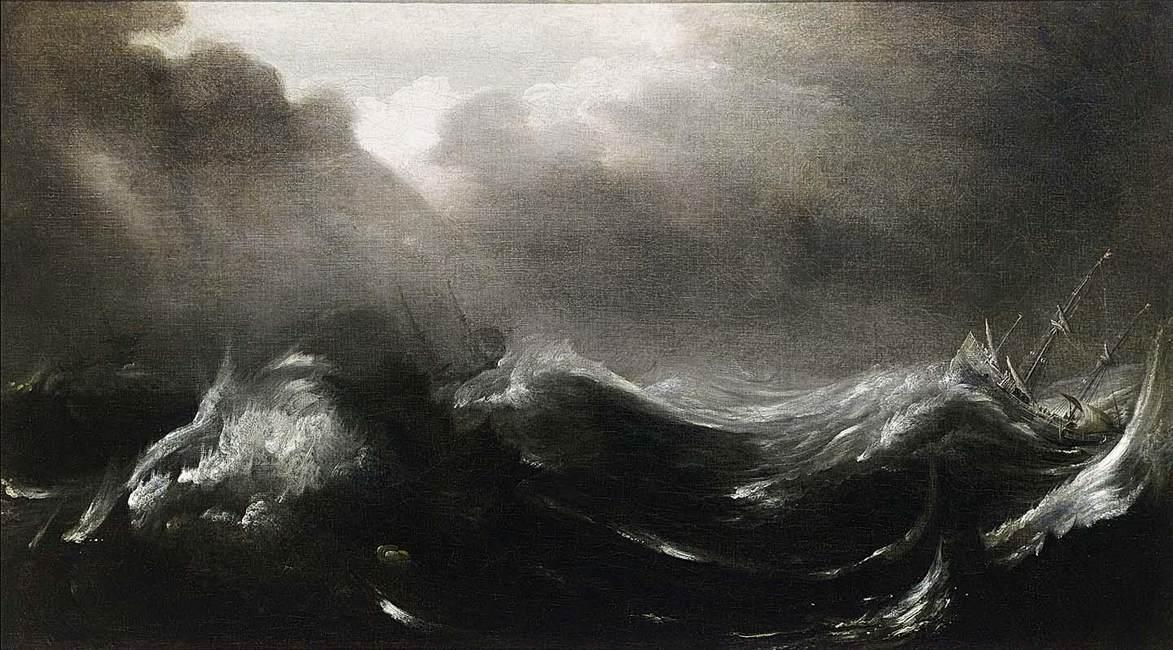
Szállítás tengeri viharban

Jan Porcellis (Gent, 1583-1585 közt — Zoeterwoude, 1632. január 29.) holland tájképfestő, rézkarcoló a holland aranykorban. A híres tengeri tájképfestők egyike.

## Életpályája
1605-ben Rotterdamban élt, 1606-ban Londonban, 1617-ben Antwerpenbe költözött, itt szerződést kötött egy műkereskedővel, aláírta, hogy 20 héten keresztúl minden héten két tengeri képet fest, a műkereskedő rendelkezésére bocsátotta a szükséges anyagokat és egy asszisztenst is. 1622-ben Haarlembe, majd Amszterdamba költözött. 1629-ben tudott egy házat vásárolni.
Festészetére nagy hatással volt Jan van Goyen tájképfestő. Porcellis főleg a viharos, haragvó tengert festette. Fia, Julius Porcellis szintén a festői pályát választotta. Fián kivűl tanítványai voltak Simon de Vlieger, Willem van Diest, Hendrick van Anthonissen és Hans Goderis. Jan van de Cappelle festő és műgyűjtő hagyatékában 16 Porcellis festmény volt. A műkereskedelem ösztönzésére a holland festők zsánerképek, csendéletek, tájképek festésére szakosodtak, de még a tájképeken belül is voltak állatképfestők, tengerképfestők stb. Például Van de Capelle elsősorban a nyugodt tengert, Porcellis a viharos tengert ábrázolta.
Háborgó tenger című képe a budapesti Szépművészeti Múzeumban van.